# Вілінг (Міссурі)
Вілінг (англ. Wheeling) — місто (англ. city) в США, в окрузі Лівінгстон штату Міссурі. Населення — 220 осіб (2020).

## Географія
Вілінг розташований за координатами 39°47′10″ пн. ш. 93°23′10″ зх. д. / 39.78611° пн. ш. 93.38611° зх. д. (39.786065, -93.386011).  За даними Бюро перепису населення США в 2010 році місто мало площу 0,83 км², уся площа — суходіл.

## Демографія
Згідно з переписом 2010 року, у місті мешкала 271 особа в 107 домогосподарствах у складі 78 родин. Густота населення становила 326 осіб/км².  Було 125 помешкань (150/км²).
Расовий склад населення:
| - 98,9 % — білих - 0,4 % — корінних американців - 0,4 % — чорних або афроамериканців |

До двох чи більше рас належало 0,0 %. Частка іспаномовних становила 0,7 % від усіх жителів.
За віковим діапазоном населення розподілялося таким чином: 26,2 % — особи молодші 18 років, 57,9 % — особи у віці 18—64 років, 15,9 % — особи у віці 65 років та старші. Медіана віку мешканця становила 40,2 року. На 100 осіб жіночої статі у місті припадало 90,8 чоловіків;  на 100 жінок у віці від 18 років та старших — 90,5 чоловіків також старших 18 років.
Середній дохід на одне домашнє господарство  становив 44 286 доларів США (медіана — 32 813), а середній дохід на одну сім'ю — 46 061 долар (медіана — 35 455). За межею бідності перебувало 26,9 % осіб, у тому числі 61,2 % дітей у віці до 18 років та 4,3 % осіб у віці 65 років та старших.
Цивільне працевлаштоване населення становило 108 осіб. Основні галузі зайнятості: роздрібна торгівля — 23,1 %, публічна адміністрація — 19,4 %, виробництво — 19,4 %.